# Jón Sveinsson
Jón Stefan Sveinsson (surnommé Nonni), né le 16 novembre 1857 à Mödruvellir, près d’Akureyri (Islande, alors sous la couronne danoise) et mort le 16 octobre 1944  à Cologne (Allemagne), est un prêtre jésuite islandais, auteur de très populaires livres pour enfants dont le héros s’appelait « Nonni ».

## Première années
Né dans une famille nombreuse rurale luthérienne, « Nonni » (le surnom familier qu’on lui donnait chez lui) perd son père alors qu’il n’a que 12 ans (en 1869). Sa première éducation se fait à domicile. C’est auprès de sa mère qu’il apprend à lire et écrire. Il s’intéresse aux livres de voyages et d’aventures.  
Après la mort de son père les temps deviennent difficiles pour la famille et, pour lui assurer une bonne éducation, sa mère accepte la proposition d’un aristocrate français qui lui offre de payer les études de Nonni en France. Il part en 1870 mais, à cause de la guerre franco-prussienne, Nonni est retenu un an au Danemark où il étudie au collège Saint Canut (Knud). À Copenhague il a la joie de rencontrer le légendaire conteur Hans Andersen. C’est au Danemark, à l’âge de 13 ans, qu’il demande le baptême et est reçu dans l’Église catholique. 

## Études en France
En 1871 Nonni est en France et étudie au collège jésuite d’Amiens. Son frère cadet, Armann l’y rejoint trois ans plus tard. Il semble bien que Nonni ait rencontré Jules Verne dont Le Tour du monde en quatre-vingts jours avait enthousiasmé l’adolescent qu’il était. Se sentant attiré par la vie religieuse cependant il entre chez les jésuites et fait son noviciat à Saint-Acheul (1878-1880). Il suit ensuite le cours très européen d’études universitaires : philosophie à Louvain (en Belgique), et théologie à Ditton Hall (Angleterre) ou il est ordonné prêtre en 1891.

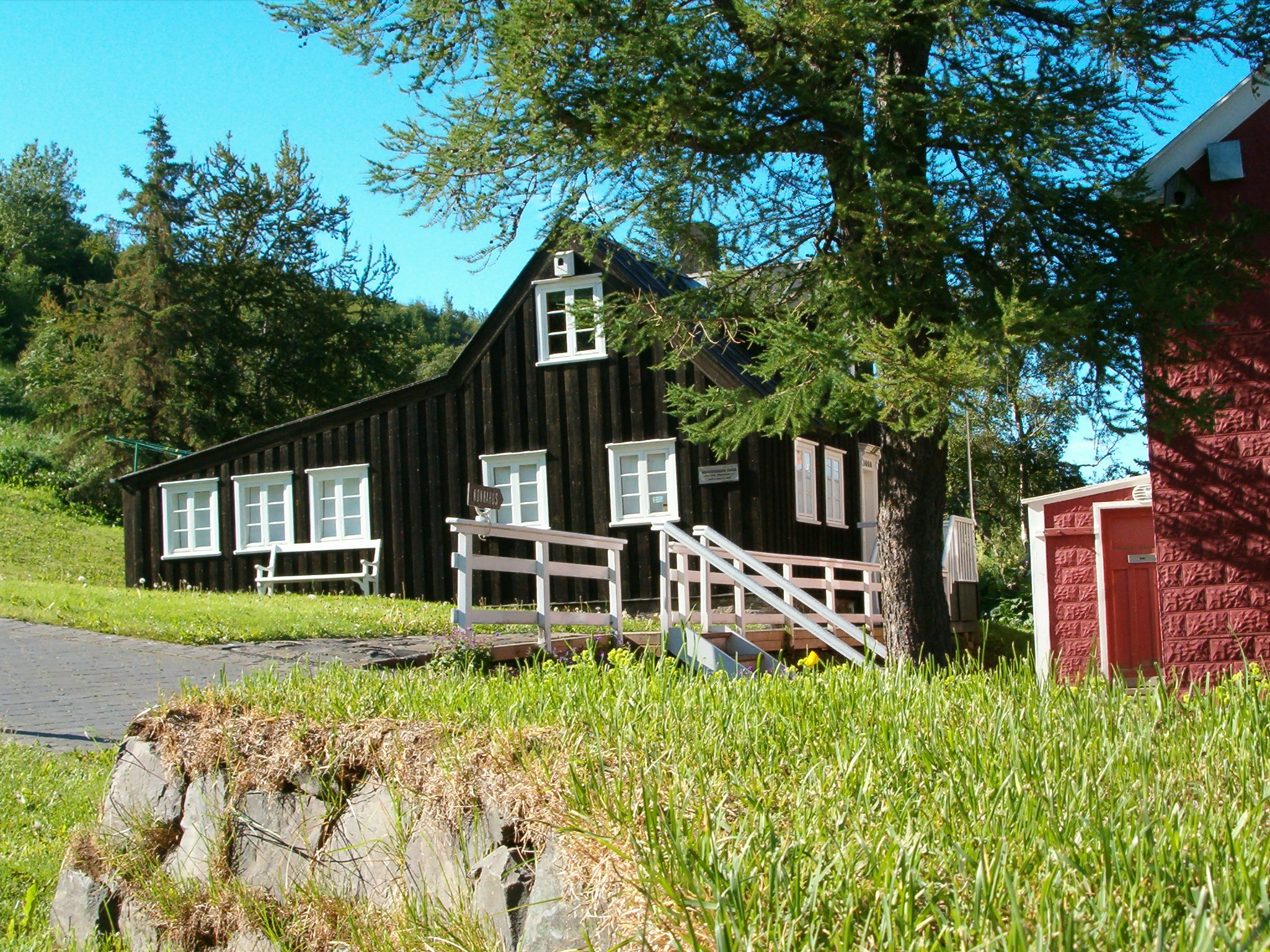
Maison natale de Sveinsson (« musée Nonni ») à Akureyri.

## Enseignant et écrivain
Il est nommé professeur au collège Saint Canut, un collège catholique récemment fondé à Ordrup, près de Copenhague au Danemark. Il y passe une vingtaine d’années à y enseigner le français et d’autres sujets littéraires. Son premier livre Iceland flowers est écrit en danois et publié à Copenhague en 1906.  
Il est également chargé des quelques rares communautés catholiques dispersées dans ce pays majoritairement luthérien. Cependant le climat humide du Danemark ne lui convient pas: il contracte une grave maladie rhumatoïde. Pour sa santé il est envoyé à Exaten, une maison des jésuites allemands au Limbourg néerlandais). Il se donne alors entièrement à sa carrière d’écrivain. 
À partir de 1906 il se met à ‘raconter’ : surtout des récits romancés de sa propre jeunesse en Islande. Le jeune « Nonni » en est le héros. Sveinsson écrit en danois ou allemand. La plupart de ses livres sont publiés entre 1913 et 1922. Les 13 romans d’aventures de Nonni qu’il nous a laissés eurent beaucoup de succès auprès la jeunesse et furent traduits en 40 langues. 

## Célébrité
Il est célèbre et voyage (un rêve de jeunesse qui se réalise !) autour du monde pour des tournées de conférences : Japon, Amérique et Europe. On lui connaît plus de 4 000 conférences. Curieusement il ne visite son pays natal que deux fois, en 1894 et en 1930. En 1930 il est au sommet de sa gloire et, invité à l’occasion du millénaire du parlement islandais (l’Althing) il est fait citoyen d’honneur de la ville de Akureyri. La ville de son enfance possède maintenant un 'musée Nonni'.
Immobilisé chez les jésuites néerlandais de Valkenburg durant la Seconde Guerre mondiale, Sveinsson y tombe malade et est hospitalisé dans un hôpital de Cologne où il meurt le 16 octobre 1944. Il a 87 ans. Son dernier livre, le Voyage de Nonni autour du monde est posthume (1949). Il est enterré au Melaten-Friedhof de Cologne.

## Souvenir
- À l'occasion du centenaire de sa naissance un musée Nonni est ouvert en 1957 dans la maison natale de l'écrivain, à Akureyri.  Il reçoit plus de 10 000 visiteurs par an, davantage que tous les autres musées de Akureyri réunis.
- En 1980, les services postaux d'Islande émettent un timbre-poste à son effigie.